# Luciano Benetton
Pour les articles homonymes, voir Benetton (homonymie).
Luciano Benetton, né le 13 mai 1935 à Trévise, est un homme d'affaires italien. Il est l'un des cofondateurs de Benetton avec ses frères et sœurs Giuliana Benetton (en), Carlo Benetton (en) et Gilberto Benetton.
Il est sénateur entre 1992 et 1994.
En 2017, Luciano Benetton revient à la tête de l'entreprise Benetton qui existe depuis 1965 et aurait décliné depuis la nouvelle direction, avec une perte de l'ADN de la marque. L'homme d'affaires reprend les rênes avec sa sœur Giuliana. Il quitte la présidence en mai 2024, affirmant avoir été trahi par le directeur général du groupe, Massimo Renon, qui aurait creusé un trou budgétaire de 100 millions d'euros en quatre ans. Luciano Benetton déclare à ce sujet : « J’ai été trahi au sens propre du terme. Il y a quelques mois, j’ai compris que quelque chose n’allait pas et que l’image du groupe que la direction nous présentait lors des réunions du conseil d’administration n’était pas réelle. »
Il est propriétaire de 900 000 hectares en Patagonie (Argentine). Des communautés indigènes luttent depuis des années pour récupérer leurs terres ancestrales.